# Pomnik bluesmana w Katowicach
Pomnik bluesmana w Katowicach – rzeźba balansująca autorstwa Jerzego Kędziory, zwisająca 5 metrów nad ulicą Mariacką w Katowicach, w dzielnicy Śródmieście. Przedstawia ona postać trzymającą w ręku gitarę, która jest przymocowana do stalowych lin.
Pomnik powstał dzięki inicjatywie Leszka Windera – współtwórcy grupy Krzak i muzyka Śląskiej Grupy Bluesowej, który w ten sposób chciał upamiętnić śląskich bluesmanów. Winder początkowo przedstawił projekt ławki, który został zaakceptowany przez instytucję Katowice Miasto Ogrodów, ale po konsultacji z Jerzym Kędziorą ostatecznie zdecydowano się na wykonanie wiszącego posągu.
Pomnik zawisł 12 września 2016 roku, a jego oficjalne odsłonięcie odbyło się kilka dni później – 15 września, upamiętniając w ten sposób obchodzony 16 września Polski Dzień Bluesa ustanowiony w rocznicę urodzin B.B. Kinga.